# Diglyphus bimaculatus
Diglyphus bimaculatus är en stekelart som beskrevs av Zhu, Lasalle och Huang 2000. Diglyphus bimaculatus ingår i släktet Diglyphus och familjen finglanssteklar. Inga underarter finns listade i Catalogue of Life.